# Giacomo Piccolomini

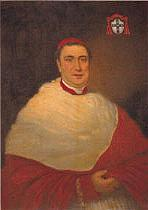
Giacomo Kardinal Piccolomini

Giacomo Piccolomini (* 31. Juli 1795 in Siena; † 17. August 1861 ebenda) war ein italienischer Kardinal der Römischen Kirche.

## Leben
Giacomo Piccolomini stammte aus der Adelsfamilie der Piccolomini, aus der bereits die Päpste Pius II. und Pius III. sowie die Kardinäle Giovanni Piccolomini, Celio Piccolomini und Enea Silvio Piccolomini hervorgegangen waren. Er war das zweite von sechs Kindern des Giulio Cesare Amadori Piccolomini und dessen Ehefrau Giovanna Jackson. Sein Nachname wird auch als Piccolomini Amadori und als Amadori Piccolomini wiedergegeben.
Von 1816 bis 1818 studierte er an der Päpstlichen Akademie für kirchliche Adelige. Nach verschiedenen Stationen in der Verwaltung des Kirchenstaats wurde er 1838 zum Hausprälat Seiner Heiligkeit ernannt. Das Datum seiner Priesterweihe ist nicht bekannt.
Papst Gregor XVI. kreierte Piccolomini im Konsistorium vom am 22. Juli 1844 in pectore zum Kardinal, wobei die Ernennung am 24. November des folgenden Jahres publiziert wurde. Er bekam die Titelkirche Santa Balbina zugewiesen. Piccolomini nahm am Konklave 1846 teil, das Papst Pius IX. wählte. Am 4. Oktober 1847 wechselte er zur Titelkirche San Marco.
Giacomo Piccolomini starb an den Folgen einer Lähmung und wurde im Dom von Siena beigesetzt.